# Metamorfose Ambulante
Metamorfose Ambulante é uma canção composta pelo cantor brasileiro Raul Seixas, lançada em 1973 no álbum Krig-Ha, Bandolo. A canção se tornou umas das mais populares de Raul Seixas, sendo a quarta canção mais tocada de Raul Seixas de acordo com o Escritório Central de Arrecadação e Distribuição (ECAD). A canção é parcialmente baseada no poema narrativo escrito pelo poeta Romano Ovídio, chamado "Metamorfoses". A canção fala como nenhuma verdade é absoluta. Sendo regravado pelo Zé Ramalho no Zé Ramalho Canta Raul Seixas.  "Metamorfose Ambulante" foi escolhida como uma das 100 Maiores Músicas Brasileiras de Todos os Tempos pela revista Rolling Stone Brasil.

## Composição
A canção foi originalmente escrita quando Raul Seixas tinha 14 anos, quando ele escreveu no seu próprio quarto a frase mais marcante da música Eu prefiro ser essa metamorfose ambulante do que ter aquela velha opinião formada sobre tudo.

## Legado
A canção foi colocado na trilha sonora do filme Cidade de Deus (2002).
Também foi usada como tema principal da minissérie Raul Seixas: Eu Sou (2025), baseada na vida do cantor.